# シカゴ・スカイ
シカゴ・スカイ（Chicago Sky）は、WNBA東地区に所属する女子プロバスケットボールチームである。2006年に設立された。オーナーはMichael AlterとMargaret Stender。本拠地はイリノイ州シカゴのウィントラスト・アリーナ。シカゴ・ブルズの姉妹チームではない。

## 歴史

### 設立
2005年2月、NBAコミッショナーのデビッド・スターンはシカゴにWNBAの新しいチームを設立したことを発表した。暫定的なチーム名は「WNBA・シカゴ」だった。5月27日、元NBAプレイヤーのデイブ・コーウェンスがヘッドコーチ兼GMとなることが発表され、本拠地はUIC・パビリオンに置かれるとされた。9月20日に最終的なチーム名とロゴが発表された。チームカラーの黄色と青は"晴天のシカゴの空と日差しがスカイラインに輝くさま"を表現するものとアナウンスされた。
2005年11月にエクスパンション・ドラフトが行われ、コネチカット・サンからBrooke Wyckoff、サンアントニオ・スターズ（現ラスベガス・エイシーズ）からBernadette Ngoyisa、デトロイト・ショックからElaine Powellとワシントン・ミスティクスからStacey Dalesを獲得した。

### 2006ー08年シーズン
最初のシーズンをチームは5勝29敗の東地区最下位で終えた。シーズンオフにHC兼GMのCowensが辞任し、ミズーリ大学カンザスシティ校の女子バスケットボールチームのコーチであったBo Overtonが新しいHC兼GMに就任した。
2006年はリーグ最低の勝率を記録したため、ドラフトロッタリーで一位指名権を得る確率が最も高かったにもかかわらず、引き当てたのは三位指名権で、この権利でアーミンティ・プライスを指名した。加えてシャーロット・スティングのチーム解体に伴う分散ドラフトでモニーク・キュリーを獲得した。
2007年シーズンは14勝20敗と大きく成績を改善し、前年ドラフトで指名したプライスは新人王に選ばれる活躍を見せたが、プレイオフ進出権は2ゲーム差で手が届かずにシーズンを終えることになった。HC兼GMのOvertonが辞任し、アシスタントコーチのスティーブン・キーがHC兼GMに就任した。
2008年シーズンは東地区5位の12勝22敗の成績で終え、再びプレイオフ進出を逃した。2008年のWNBAドラフトでは2位指名権によってシルビア・ファウルスを指名したが、この年のシーズンは故障によりほとんどプレイしなかった。

### 2009ー13年シーズン
2009年のWNBAドラフトではポイントカードのクリスティ・トリヴァーを三位指名権で獲得。シーズンは16勝18敗で終え、プレイオフ進出は逃した。
2010年シーズンの開始前、本拠地をイリノイ州ローズモントにあるオールステート・アリーナに移した。ロスターにはトリバーとドュプリーを放出、シャメカ・クリストンとカトリーヌ・クレイヴェルドを獲得した。シーズン中の一時は勝率5割となる時期もあったが、レギュラーシーズン最終10試合中8試合を負け、東地区6位でシーズンを終えた。Keyに代わり元ルイジアナ州立大学の女子バスケチームHCのPokey Chatmanが新HC兼GMに就任。
2011年シーズンはファウルスが平均20得点10.2リバウンドのシーズン平均ダブル・ダブルと活躍したが、チームは14勝20敗でシーズンを終えた。
2012のWNBAドラフトでは23位でシェイ・ペディを、27位でSydney Carterを指名したが、同年5月にウェイブされた。シーズンの始めは7勝1敗と良いスタートを切ったものの、結果的には前年と同じ14勝20敗の成績で終えた。当時のリーグでプレイオフ進出を経験していない唯一のチームとなった。

### 強豪へ（2013–16年）
2013年はスカイにとって転機の年だった。この年のドラフトでは全体2位でエレーナ・デレ・ダン、そしてブルックリン・ポープを指名した。デレ・ダンは平均18.1ポイント（リーグ4位）の活躍を見せ、WNBA初のオールスター投票で一位を獲得したルーキーとなった。チームは24勝10敗でついにプレイオフ進出を果たしたが、カンファレンスセミファイナルでインディアナ・フィーバーにスイープ(0-2)されシーズンを終えた。
2014年シーズンは15勝19敗と前年に比べ成績を落としたものの、プレイオフには手が届いた。プレイオフではアトランタ・ドリームとインディアナ・フィーバーを下しファイナルに進出するも、フェニックス・マーキュリーに0勝4敗で敗れた。
2015年シーズンはカンファレンス2位で終えるが、プレイオフではフィーバーにセミファイナルで敗退した。
2016年シーズンもプレイオフに進出するが、ロサンゼルス・スパークスに1勝3敗で敗退した。

### 再建（2017–18年）
2016年12月6日、アンバー・ストックスが新しくHC兼GMとなった。2016年のシーズン後、デレ・ダンをミスティクスのカーレア・クーパーとステファニー・ドルソン、2017年ドラフトの2位指名権とトレード。2017年シーズンは12勝22敗でプレイオフ進出を5年振りに逃す。
2018年のWNBAドラフトでは、ダイアモンド・デシールズとガビ・ウィリアムスを一巡目で指名。チームは二年連続でプレイオフを逃した。8月31日、ストックスの続投が決まった。

### 復活（2019–現在）
2018年11月、ジェームズ・ウェイドを新しくHC兼GMに迎えた。2019年のWNBAドラフトではケイティー・ルー・サミュエルソン、クロエ・ジャクソン、マリア・コンディを指名。シーズン開始前にケイラ・アレクサンダーと契約しアレイナ・コーツを放出。2019年シーズンは20勝14敗と大きく成績を改善した。ウェイドは最優秀コーチ賞を受賞、ヴァンダスルート、アリー・クイグリー、ダイアモンド・デシールズがオールスターに選出された。1stラウンドではマーキュリーを下したが、2ndラウンドでラスベガス・エーシズのデリカ・ハンビーの逆転ブザービーターにより敗れた。

## シーズンごとの成績
Note: 勝 = 勝利数, 敗 = 敗戦数, % = 勝率 
| シーズン   | 勝  | 敗  | %    | プレーオフ  | 結果                     |
| ---------- | --- | --- | ---- | ----------- | ------------------------ |
| 2006       | 5   | 29  | .147 | ---         | ---                      |
| 2007       | 14  | 20  | .412 | ---         | ---                      |
| 2008       | 12  | 22  | .353 | ---         | ---                      |
| 2009       | 16  | 18  | .471 | ---         | ---                      |
| 2010       | 14  | 20  | .412 | ---         | ---                      |
| 2011       | 14  | 20  | .412 | ---         | ---                      |
| 2012       | 14  | 20  | .412 | ---         | ---                      |
| 2013       | 24  | 10  | .706 | 0-2         | カンファレンス準決勝敗退 |
| 2014       | 15  | 19  | .441 | 4-5         | ファイナル敗退           |
| 2015       | 21  | 13  | .618 | 1-2         | カンファレンス準決勝敗退 |
| 2016       | 18  | 16  | .529 | 2-3         | セミファイナル敗退       |
| 2017       | 12  | 22  | .353 | ---         | ---                      |
| 2018       | 13  | 21  | .382 | ---         | ---                      |
| 2019       | 20  | 14  | .588 | 1-1         | セカンドラウンド敗退     |
| 2020       | 12  | 10  | .545 | 0-1         | ファーストラウンド敗退   |
| 2021       | 16  | 16  | .500 | 8-2         | ファイナル優勝           |
| 2022       | 26  | 10  | .722 | 4-4         | セミファイナル敗退       |
| 2023       | 18  | 22  | .450 | 0-2         | ファーストラウンド敗退   |
| 2024       | 13  | 27  | .325 | ---         | ---                      |
| 通算勝敗   | 296 | 346 | .461 | ---         | ---                      |
| プレイオフ | 20  | 22  | .476 | WNBA優勝1回 | WNBA優勝1回              |